# ケレオス
ケレオス（古希: Κελεός, Keleos, 英: Celeus）は、ギリシア神話の人物である。その名前は「キツツキ」の意。エレウシースの神話的な王で、デュサウレースと兄弟。メタネイラと結婚して、デーモポーン、トリプトレモス、カリディケー、クレイシディケー、デーモー、カリトエー、ディオゲネイア、パンメロペー、サイサラーをもうけた。
『ホメーロス風讃歌』の第2歌「デーメーテール讃歌」によると、ケレオスはエレウシースを守護する主要な王の1人であり、ディオクレース、エウモルポス、トリプトレモス、ポリュクセイノスとともに、女神デーメーテールからエレウシースの秘儀の儀礼とその神秘を学んだ最初の1人であった。

## 神話

### エレウシースの秘儀

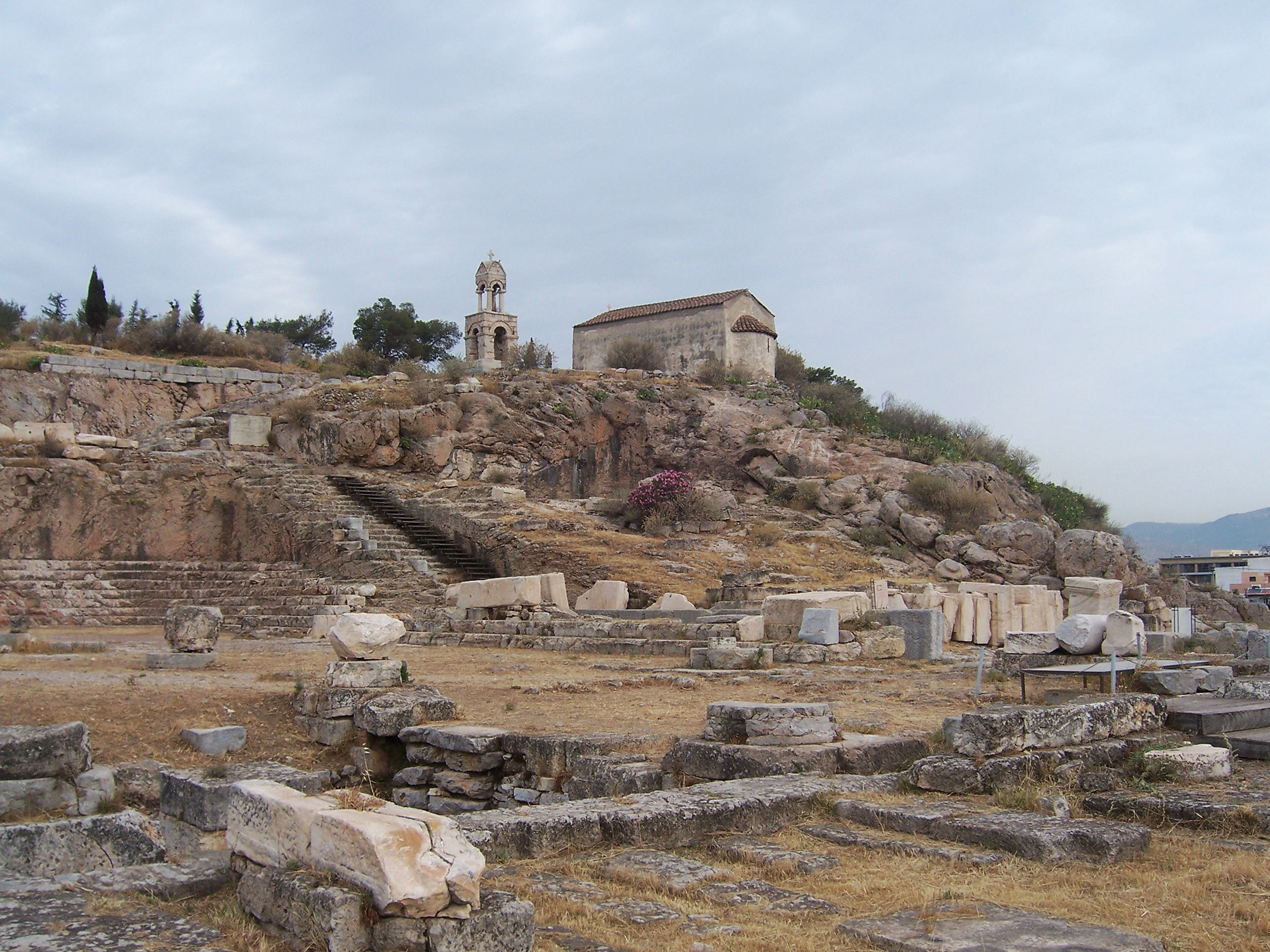
古代エレウシースの遺跡。

冥府の王ハーデースがデーメーテールの娘神ペルセポネーを攫ったとき、デーメーテールは老婆の姿になり、行方の分からない娘を探して放浪した。やがてデーメーテールはエレウシースを訪れ、ケレオスの娘たちと出会った。女神は娘たちにドースと名乗り、女中頭かあるいは乳母として働ける場所はないかと尋ねた。すると娘たちは父の館に来ることを勧め、またケレオスの妻メタネイラも女神を歓迎して、幼い息子デーモポーンの世話を任せた。
不思議なことに、女神がデーモポーンを世話すると、子供は何も口にしていないのに神のように急速に成長した。実はデーメーテールは子供に不死を与えようと考えて、子供の肌にアムブロシアーを塗り、香しい息を吹きかけた。さらに夜になると子供を火にくべて、滅びゆく人間の肉体を削り落していたが、その行為を目撃したメタネイラは、驚いて思わず止めに入った。デーメーテールはひどく怒ったが、正体を明かし、エレウシースに自分に捧げられた神殿を創設して、うやうやしく祭り、わが心をなだめるよう命じた。そこでケレオスが人々を動員して神殿を建設すると、デーメーテールは神殿に移ったが、ペルセポネーを心配するあまり疲れ果て、また神々への憎しみと怒りから、1年のあいだ大地から一切の実りを失わせた（そうすることで人間を滅ぼし、神々に捧げられる供物を根絶しようとした）。しかしペルセポネーと再会すると、デーメーテールは大地の実りを回復させ、ケレオスはエレウシースの他の王とともに、女神からエレウシースの秘儀を伝授された。

### トリプトレモス
ケレオスの子供のうち、トリプトレモスは初めて農耕を行った人物とされる。彼はデーメーテールの寵愛を受け、空を飛行する有翼の竜の車に乗って世界各地を旅し、農耕を広める役割を与えられた。この人物は元来はアテーナイの英雄であったらしく、『ホメーロス風讃歌』では単にエレウシースの主要な王の1人として言及されている。しかしその後、エレウシースがアテーナイに編入されると、ケレオスの子供とされ、重要な役割を持つようになったと考えられている。トリプトレモスの系譜伝承は異説が多く、いくつかの文献ではエレウシースないしエレウシーノスの子となっている。アポロドーロスはデーメーテールがエレウシース王を訪れたとするパニュアッシスの主張を紹介しており、ヒュギーヌスが紹介する神話にいたっては、トリプトレモスはエレウシーノス王の子で、ケレオスは彼の敵となって現れている。すなわちトリプトレモスが世界を旅している間、ケレオスはエレウシースを代理で支配しており、トリプトレモスが帰国すると部下に命じて暗殺しようとするが、デーメーテールに命じられて王国をトリプトレモスに返還する。現代の研究では、断片のみ伝わるソポクレースの悲劇『トリプトレモス』はヒュギーヌスと同様の、ケレオスの陰謀を含んでいたのではないかと指摘されている。

### その他の子供たち
エレウシーノスとアテーナイとの戦争が終結したのち、エレウシースの秘儀はエウモスポルおよびケレオスの娘たちディオゲネイア、パンメロペー、サイサラーによって行われた。アテーナイのスカンボーニダイ区の伝承によると、サイサラーはクロコーン王と結婚した。